# Marocchinate

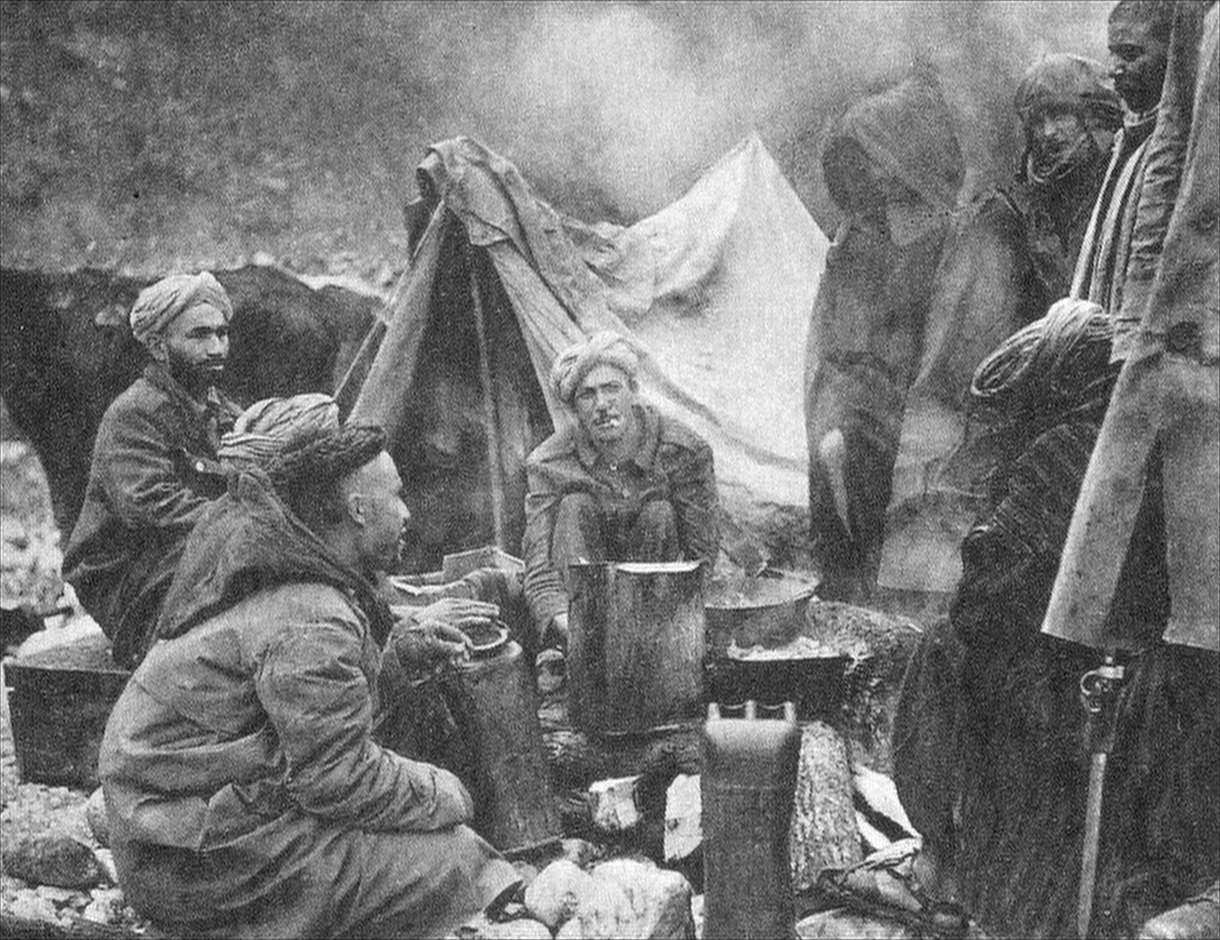
Soldados francomarroquíes en Montecassino, en enero de 1944.

Marocchinate es el término usado para indicar las violaciones en masa y matanzas cometidas en la Segunda Guerra Mundial tras la batalla de Montecassino por parte de los goumiers (tropas coloniales marroquíes del Cuerpo Expedicionario Francés), comandados por el general Alphonse Juin. El término significa 'marroquinadas', por la nacionalidad de los agresores.

## Losgoumiers
El cuerpo expedicionario francés en el frente italiano estaba integrado por 130 000 hombres, en su mayoría marroquíes, argelinos, tunecinos y senegaleses; los goumiers eran marroquíes de etnia bereber, nativos de las montañas del Atlas, que constituían la tropa colonial irregular francesa. Estas tropas eran parte del C.E.F. (Corps Expeditionnaire Français), estando formalmente organizadas en las cuatro divisiones siguientes, comandadas en última instancia por el general Alphonse Juin:
- Primera División de la Francia Libre (1re division française libre);
- Segunda División Marroquí de Infantería (DIM — 2e division d'infanterie marocaine, 13 895 hombres, de los cuales 6578 eran europeos y 7317 norteafricanos);
- Tercera División Argelina de Infantería (DIA — 3e division d'infanterie algerienne, con 16 840 hombres, de los cuales 6354 europeos y 6835 norteafricanos);
- Cuarta División de Montaña Marroquí (DMM — 4e division d'infanterie marocaine de montagne, 19 252 hombres, de los cuales 6545 europeos y 12 707 norteafricanos).

## Desarrollo

Provincia italiana de Frosinone, escenario de la batalla de Montecassino.

El 14 de mayo de 1944, los goumiers atraviesan un terreno aparentemente del monte Aurunci, destruyendo las líneas alemanas y permitiendo que los ingleses del XII Cuerpo Británico lograran romper la llamada «línea Gustav», permitiendo que los ingleses avanzaran a la siguiente defensa de la Wehrmacht, la «línea Hitler». Seguida esta batalla el general Juin le da a sus hombres cincuenta horas de «libertad», durante las cuales sucedieron los posteriores crímenes. Al general se le adjudica que declaró: «Durante cincuenta horas ustedes serán dueños absolutos de lo que encuentren más allá del enemigo. Nadie los penalizará por lo que hagan, nadie preguntará qué están haciendo».
Montecassino sería capturada por los aliados el 18 de mayo de 1944. La noche siguiente, miles de goumiers recorrieron las laderas de las montañas rodeando ciudades y pueblos de la región de Ciociaria. Un proyecto de ley del Senado italiano de 1996 cifra las víctimas de las violaciones y agresiones sexuales en más de 2000 mujeres (de entre 11 y 86 años) y en 600 hombres. Un informe inglés revela que numerosas mujeres y niñas fueron violadas en plena calle, numerosos prisioneros sodomizados y algunos hombres notables de la región, castrados. El escritor Norman Lewis, en aquel momento oficial británico en el frente de Montecassino, narró los hechos así:

Todas las mujeres de Patrica, Pofi, Isoletta, Supino, y Morolo han sido violadas... En Lenola el 21 de mayo han sido violadas cincuenta mujeres, y como no había suficientes para todos han sido violadas también las niñas y ancianas. Los marroquíes normalmente agreden a las mujeres en parejas: mientras uno la viola de manera normal, el otro la sodomiza.
Norman Lewis en el libro Napoli '44.

El alcalde de Esperia, una comuna en la provincia de Frosinone, informó de que, en su ciudad, 700 mujeres del total de 2500 habitantes fueron violadas, y que algunas habían muerto como resultado. Según testimonios recogidos por Bruno D'Epiro, el párroco de Esperia intentó en vano salvar a tres mujeres de la violencia de los soldados, siendo atacado y sodomizado repetidamente, resultando muerto como consecuencia. Según algunas fuentes, a lo largo de los hechos y en toda el área afectada, más de 7000 civiles, entre ellos niños, fueron violados por miembros del cuerpo de los goumiers. El número de hombres asesinados ha sido estimado en torno a 800.
Con el avance de los aliados a lo largo de la Península, este tipo de sucesos fueron reportados también en el norte de la provincia del Lacio.

## Representaciones
En Castro dei Volsci, un monumento llamado la «Mamma Ciociara» fue levantado en 1964 en homenaje a las víctimas.
En 1957, el escritor italiano Alberto Moravia publicó la novela La Ciociara, basada en las violaciones en masa de las marocchinate. La novela contó con una adaptación cinematográfica, Dos mujeres, dirigida por Vittorio de Sica y protagonizada por Sophia Loren.